# Coelorinchus mediterraneus
Coelorinchus mediterraneus is een  straalvinnige vissensoort uit de familie van rattenstaarten (Macrouridae). De wetenschappelijke naam van de soort is voor het eerst geldig gepubliceerd in 2002 door Iwamoto & Ungaro.
De soort staat op de Rode Lijst van de IUCN als niet bedreigd, beoordelingsjaar 2007.